# Effetto cobra
Effetto cobra è un termine di origine economica riferito al fallimento dello Stato nell'affrontare correttamente un problema per finire, altresì, con il crearne uno di maggiore entità.
L'espressione fu impiegata dall'economista Horst Siebert per illustrare le conseguenze di falsi stimoli nell'economia da parte dello stato. Richiama una presunta vicenda legata ai cobra e che si sarebbe svolta in India durante il periodo della dominazione britannica.
Per metafora, l'espressione indica in generale qualsiasi tentativo di risolvere un problema che sfoci, al contrario, o in un aggravamento dello stesso problema o alla nascita di un problema ancor maggiore.

## Il cobra e il governatore in India
Il governatore britannico aveva a cuore il problema di un'incontrollata invasione da parte del serpente cobra in India (sulla provincia, le fonti riportano diverse indicazioni). Per contrastarla, decise di offrire una taglia a qualsiasi cittadino che avesse portato degli esemplari morti alle autorità. Dopo aver cominciato a cacciare gli esemplari selvatici, gli indiani trovarono però vantaggioso non ucciderli subito, ma piuttosto mettersi ad allevarli in grande stile per ucciderli in seguito ed utilizzarne i corpi intascando alte somme di denaro.
Scoperto il trucco, il governatore dovette sospendere l'erogazione delle ricompense: era chiaro che questo tipo di stimolo non aveva portato ai frutti sperati; al contrario, la vicenda pareva essersi conclusa con uno spreco di denaro. In seguito all'abolizione delle taglie, però, la popolazione indiana finì per liberare tutti gli esemplari che si trovavano ancora in allevamento, oramai inutili, sicché l'invasione di cobra assunse proporzioni ancora maggiori.
Un episodio del genere accadde ad Hanoi, in Vietnam, durante il periodo coloniale francese: in quel caso gli animali infestanti erano i ratti.

## Interpretazione economica
Dal punto di vista economico, la taglia sui cobra può essere interpretata come un alto prezzo per i corpi di questi pericolosi serpenti. Ad un alto prezzo corrisponde però un segnale di carenza di questi rettili: per questo, l'economia del paese reagisce al segnale di carenza nel modo più naturale possibile, cioè cercando di aumentarne la produzione.
La misura adottata dalla mano pubblica (in questo caso nella sola persona del governatore) poneva quindi degli incentivi sbagliati e finì per produrre l'effetto contrario a quello sperato.

## Tipologia del testo
La trama della storia (o leggenda) è stato indicata come aneddoto dall'economista T. Straubhaar dell'Università di Amburgo. Più che documentare una vicenda storica, assume valore argomentativo all'interno di trattati di economia politica.